# Brezolles
Brezolles (auch: Brézolles) ist eine französische Gemeinde mit 1.796 Einwohnern (Stand: 1. Januar 2022) im Département Eure-et-Loir in der Region Centre-Val de Loire; sie gehört zum Arrondissement Dreux und zum Kanton Saint-Lubin-des-Joncherets.

## Geographie
Brezolles liegt etwa 21 Kilometer westsüdwestlich von Dreux am Fluss Meuvette und seinem Zufluss Gervaine. Umgeben wird Brezolles von den Nachbargemeinden Fessanvilliers-Mattanvilliers im Westen und Norden, Saint-Lubin-de-Cravant im Nordosten, Crucey-Villages im Südosten und Süden sowie Les Châtelets im Südwesten.
Durch die Gemeinde führt die frühere Route nationale 839 (heutige D939).

## Bevölkerungsentwicklung
| Jahr                       | 1962 | 1968 | 1975 | 1982 | 1990 | 1999 | 2006 | 2012 | 2020 |
| Einwohner                  | 1226 | 1138 | 1317 | 1429 | 1695 | 1708 | 1655 | 1901 | 1814 |
| Quellen: Cassini und INSEE |      |      |      |      |      |      |      |      |      |

## Sehenswürdigkeiten
- Kirche Saint-Nicolas aus dem 15. Jahrhundert, seit 1913 Monument historique
- alte Markthallen

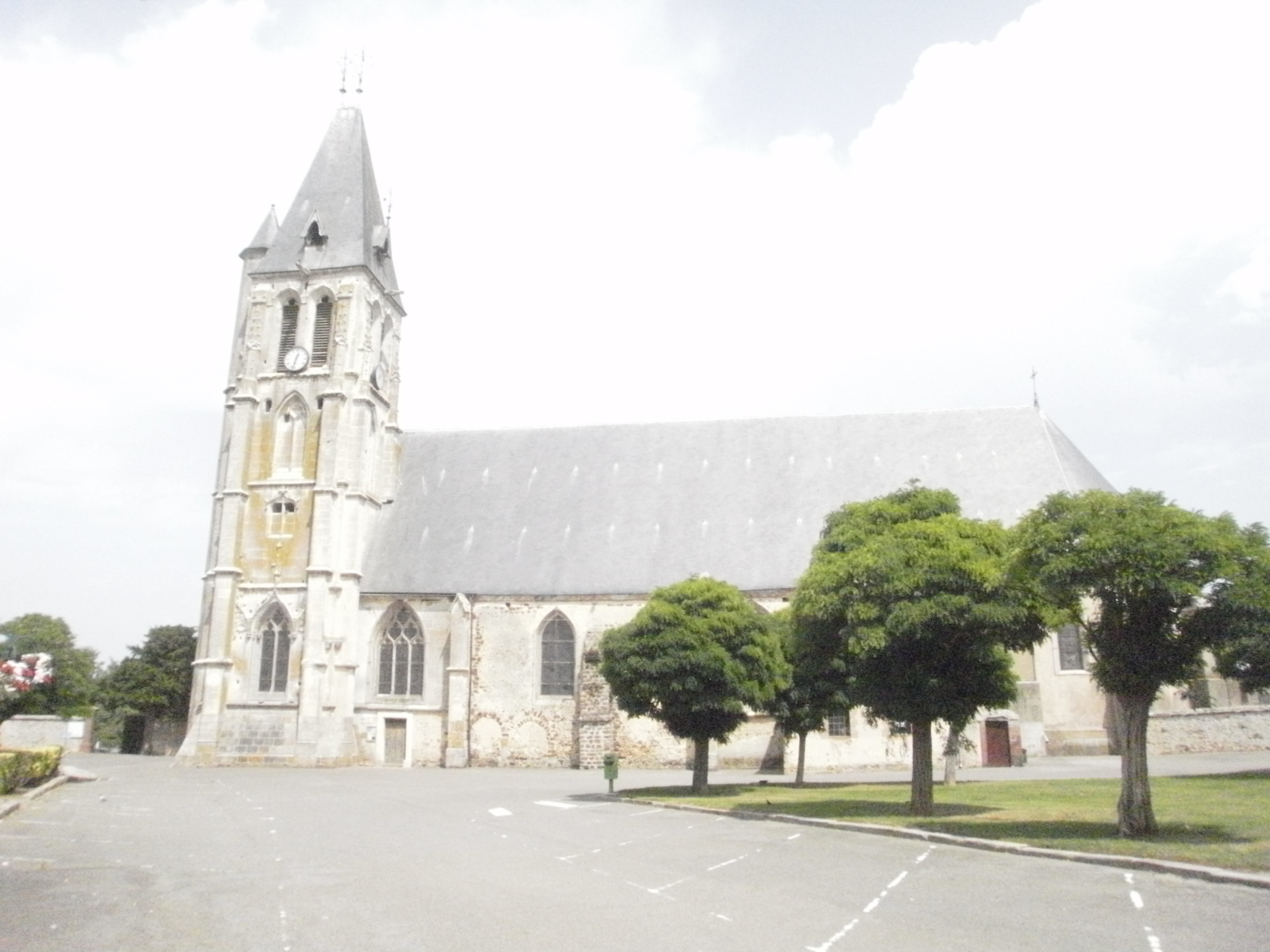
Kirche Saint-Nicolas
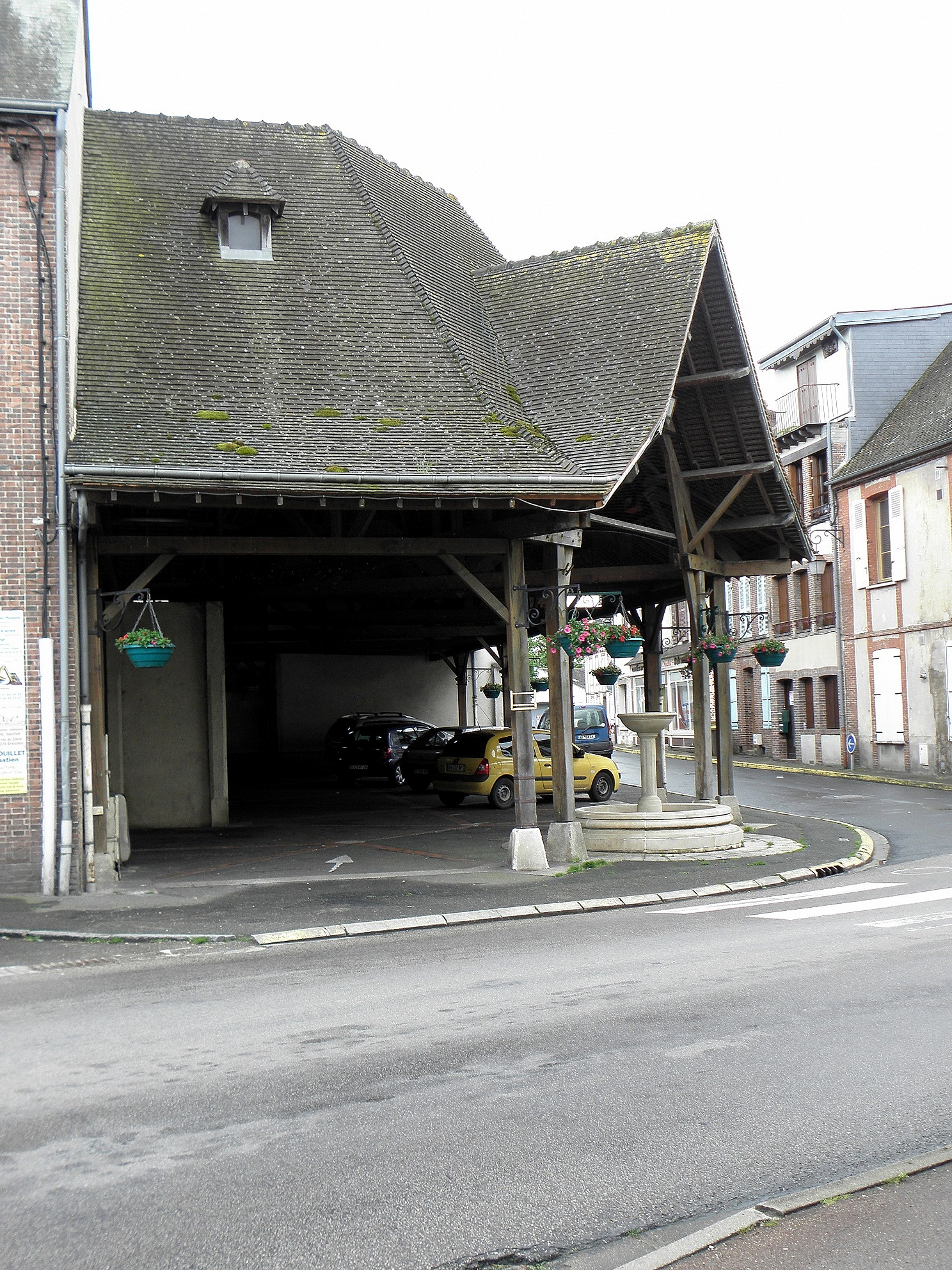
Alte Markthallen